# As (gmina w Belgii)
As (fr. Asch-en-Campine, niem. Asch) – miejscowość i gmina (gemeente) w Belgii, w Regionie Flamandzkim, w prowincji Limburgia, w okręgu Hasselt. 1 stycznia 2024 liczyła 8259 mieszkańców. Gmina powstała w 1971 roku, w wyniku połączenia dwóch wsi – As i Niel-bij-As, leżących nad potokiem Bosbeek.

## Historia
Obszar gminy As był zamieszkany już 500 lat p.n.e. Pomiędzy As i Munsterbilzen odkryto pozostałości rzymskiej drogi. W latach 500–700 istniała tu wieś. Od VII wieku obszar gminy był chrystianizowany; wybudowano pierwszy kościół pod wezwaniem św. Adelgundy (Sint-Aldegondis). Pierwsza wzmianka o kościele pochodzi z 1108 roku.
W 1901 roku odkryto na terenie gminy pokłady węgla, co doprowadziło do uprzemysłowienia regionu.

## Podział administracyjny
W skład gminy wchodzi jedna dzielnica (deelgemeente):
- Niel-bij-As

## Demografia
- Źródła:NIS, :od 1806 do 1981= według spisu; od 1990 liczba ludności w dniu 1 stycznia

1 stycznia 2024 całkowita populacja As liczyła 8259 osób. Łączna powierzchnia gminy wynosi 22,13 km², co daje gęstość zaludnienia 373 mieszkańców na km².

## Transport
Znajduje się tutaj stacja kolejowa As.